# А. Б. Йехошуа
Авраам Б. Йехошуа (на иврит: אברהם ב. יהושע), познат също като А. Б. Йехошуа (א.ב. יהושע), е известен израелски драматург и писател, автор на произведения в жанровете драма, исторически роман, детска литература и документалистика.

## Биография и творчество
Йехошуа е роден на 19 декември 1936 г. в Йерусалим, Израел в семейство на сефарадски евреи. Баща му е учен, специализиран в историята на Йерусалим, а майка му имигрира от Мароко през 1932 г. Израства в стария квартал „Керем Аврахам“. Служи като парашутист в израелската армия в периода 1954 – 1957 г.
Следва литература и философия в Еврейския университет в Йерусалим. След дипломирането си започва да преподава. В периода 1963 – 1967 г. живее и преподава в Париж. Бил е генерален секретар на Световния съюз на еврейските студенти. От 1972 г. преподава като редовен професор сравнителна и еврейска литература в университета в Хайфа. През 1975 г. е резидент-писател в Сейнт Крос Колидж, Оксфорд. Бил е гост-преподавател в Харвардския университет (1977), Чикагския университет (1988, 1997, 2000) и Принстънския университет (1992).
От края на военната си служба започва да пише и да публикува художествена литература. През 1963 г. е публикуван сборникът му с разкази „Смъртта на стареца“ (מות הזקן). Първият му роман „Любовникът“ (המאהב) е издаден през 1977 г. Третият му роман „Молчо“ (מולכו) се счита за негов международен пробив, с успешни публикации на преводи в САЩ, Италия, Франция и Великобритания.
През 2004 г. е издаден романът му „Жената от Йерусалим“. Терорист самоубиец се взривява на пазар в Йерусалим и една от жертвите е работничка имигрантка без документи, само с фиш за заплата от пекарната, където е била нощна чистачка. Работодателите ѝ са критикувани от местен журналист за липсата на отношение и погребение, и те възлагат на началника на отдел „Човешки ресурси“, бивш военен офицер, да открие коя е тя и защо е дошла в Йерусалим. Книгата е оценена от критиката и читателите, а през 2006 г. получава наградата на „Лос Анджелис Таймс“ за художествена литература. През 2010 г. е екранизирана във филма на режисьора Еран Риклис „The Human Resources Manager“, който печели 9 филмови награди, включително 5 израелски награди „Офир“ и Награда на публиката от международния кинофестивал в Локарно 2010. Авраам Йехошуа и филмът са представени в България като част от програмата на „Синелибри“ през 2019 г.
Йехошуа е един от най-популярните еврейски писатели, пише на иврит, и е наричан Еврейски Фокнър. Произведенията му са удостоени с литературни награди. Получава отличието „доктор хонорис кауза“ на Еврейския колеж на САЩ (1990), на университета в Тел Авив (1998), на Торинския университет (1990), на университета Бар-Илан (2000) и на Висшата нормална школа на Пиза (2012).
Йехошуа е израелски активист на движението за мир. Той свободно изразява политическите си възгледи в есета и интервюта и присъства на подписването на Женевското споразумение от 2003 г. за решаване на Израело-палестинския конфликт. Той е едновременно дългогодишен критик на израелската окупация, а също и на палестинската политическа култура.
Авраам Б. Йехошуа живее в Гиватаим.

## Произведения
Библиографията е представена според преводите на английски език.

### Самостоятелни романи
- The Lover (1978)
- A Late Divorce (1984)
- Five Seasons (1988)
- Mr. Mani (1992)
- Open Heart (1996)
- A Journey to the End of the Millennium (1998)
- The Liberated Bride (2003)
- A Woman in Jerusalem (2006)
Жената от Йерусалим, изд.: ИК „Колибри“, София (2019), прев. Надя Баева
- Friendly Fire (2008)
- The Retrospective (2013)
- The Extra (2016)
- The Tunnel (2020)

### Разкази
- Early in the Summer of 1970 (1970)
- Three Days and a Child (1971)
- The Continuing Silence of a Poet (1988) – сборник разкази

### Пиеси
- A Night in May (1974)

### Документалистика
- Between Right and Right (1981)
- Israel (1988) – с Фредерик Бренер
- The Terrible Power of a Minor Guilt (2000) – с Ора Камингс
- Facing the Fires (2003)

### Екранизации
- 1967 Shlosha Yamim Veyeled
- 1985 Ha-Me'ahev
- 1986 Das Schweigen des Dichters – по разказа „Das wachsende Schweigen des Dichters“
- 1992 Leshon Hamar'ot – документален
- 1996 Angesichts der Wälder – история
- 1996 Mar Mani – ТВ минисериал, 3 епизода, по романа
- 1997 Ben – история
- 1999 L'amante perduto – по романа „The Lover“
- 1999 Facing the Forest
- 2002 Завръщане от Индия, Ha-Shiva MeHodu
- 2008 The Evening Journey – по разказ
- 2010 The Human Resources Manager – по „Жената от Йерусалим“
- 2016 Gerushim Meucharim – ТВ минисериал, 3 епизода